# Pierre Hubert Dibombe
Pierre Hubert Dibombe est un boxeur français d'origine camerounaise né le 17 novembre 1991 à Saint-Sébastien-sur-Loire.

## Parcours en amateur
Après 9 ans de pratique de Taekwondo, dont un titre de champion de France minimes 1 en moins de 42 kg en mai 2004, Dibombe se réoriente vers la boxe anglaise à l'âge de 15 ans. Il remporte 53 de ses 63 combats amateurs et décide de passer dans les rangs professionnels en 2014.

## Carrière professionnelle
C'est sous les couleurs de son club, le Nantes Atlantique Boxe, que Pierre Dibombe remporte sa première médaille, le tournoi de France 2016 dans la catégorie des poids super-moyens,. Il continue ensuite son parcours dans la catégorie de poids supérieure, les poids mi-lourds. Il remporte le championnat de France en 2017, le championnat WBA intercontinental en 2018 et le championnat d'Europe EBU en 2019. Il obtient ce dernier titre à Saint-Nazaire dans la salle la Soucoupe le 23 novembre 2019 face à l'ukrainien Serhiy Demchenko,.